# Komisariat Straży Granicznej „Bralin”

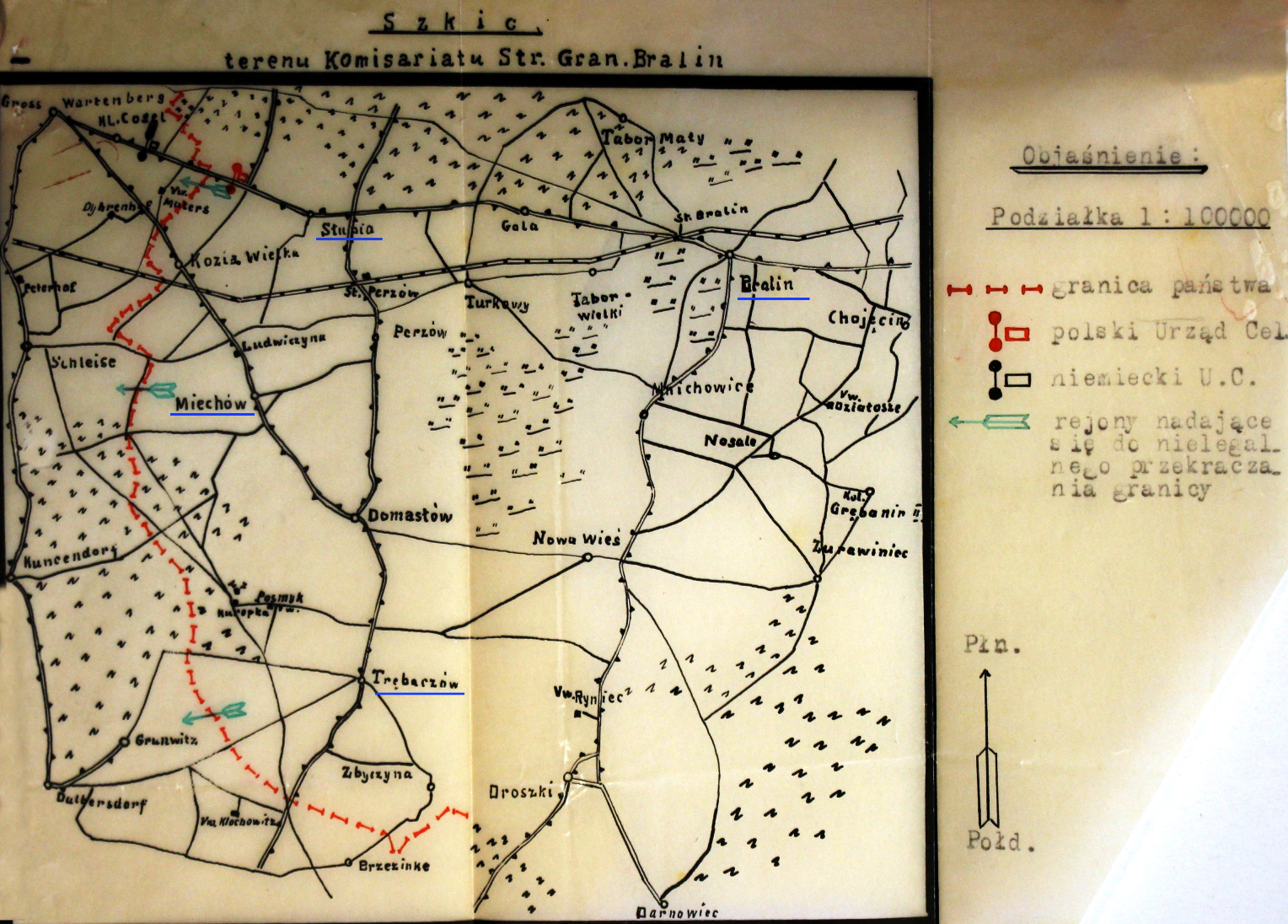
Szkic komisariatu SG „Bralin”

Komisariat Straży Granicznej „Bralin” – jednostka organizacyjna Straży Granicznej pełniąca służbę ochronną na granicy polsko-niemieckiej w latach 1928–1939.

## Komisariat Straży Celnej
Z dniem 23 października 1921 roku, na terenie powiatu kępińskiego, od 14 batalionu celnego ochronę granicy państwowej przejęła Straż Celna. Nowo powstały komisariat SC „Miechów” zorganizował placówki w miejscowościach: Słupia, Koza Wielka, Miechów, Domasłów, Tręczor, Zbyczyna, Drożki, Darnowiec. W listopadzie 1922 roku nastąpiła reorganizacja komisariatu SC „Miechów”. Placówki SC „Drożki” i „Darnowiec” odeszły do nowo utworzonego komisariatu SC „Rychtal”. Do komisariatu „Miechów” dołączono placówki „Pisarzowice” i „Bałdowice” z komisariatu SC „Niwki Ksiażęce”. W 1925 roku z powodu redukcji personalnych zlikwidowano placówki w Zbyczynie, Bałdowicach i Domasłowie.
W drugiej połowie 1927 przystąpiono do gruntownej reorganizacji Straży Celnej. W praktyce skutkowało to rozwiązaniem tej formacji granicznej.
Rozkazem organizacyjnym nr 2/28 z 7 lipca 1928 zlikwidowano komisariat SC „Rybin”, a jego placówki „Kąty Ślaskie” i „Rybin” przekazano do komisariatu SG „Bralin”, a w zasadzie do podkomisariatu „Kobylagóra”.

## Powołanie komisariatu SG i zmiany organizacyjne
Rozporządzeniem Prezydenta Rzeczypospolitej Polskiej Ignacego Mościckiego z 22 marca 1928 roku, do ochrony północnej, zachodniej i południowej granicy państwa, a w szczególności do ich ochrony celnej, powoływano z dniem 2 kwietnia 1928 roku Straż Graniczną.
15 września 1928 dowódca Straży Granicznej rozkazem nr 7 w sprawie zmian dyslokacji Wielkopolskiego Inspektoratu Okręgowego podpisanym w zastępstwie przez mjr. Wacława Szpilczyńskiego ustalił organizację komisariatu „Gola” z tymczasową siedzibą w Bralinie i zasięg placówek.
Rozkazem nr 11 z 9 stycznia 1930 roku w sprawie reorganizacji Wielkopolskiego Inspektoratu Okręgowego komendant Straży Granicznej płk Jan Jur-Gorzechowski ustalił numer, nową nazwę (Bralin) i organizację komisariatu. Usamodzielniony został podkomisariat „Kobylagóra”. Przy komisariacie „Bralin” pozostały placówki: „Słupia”, „Miechów”, „Trebaczów” i placówka II linii „Bralin”.

## Służba graniczna
Charakterystyka komisariatu
Długość linii granicznej komisariatu wynosiła 22 kilometry i 800 metrów. Rozpoczynała się od kamienia granicznego nr 257, a kończyła na kamieniu granicznym nr 336.
Oficerowie komisariatu uzbrojeni byli w pistolety i szable, szeregowi w kbk Mosin wz. 91/98. Kierownicy placówek, przewodnik psa i wywiadowcy posiadali dodatkowo pistolety czeskie kal.9 mm. Kierownik komisariatu i zastępca posiadali konie do swojej dyspozycji. Na stanie komisariatu znajdował się jeden rower. Szeregowi do służby używali rowerów prywatnych. 
Na terenie komisariatu znajdowały się dwa przejścia gospodarcze - jedno w Kozie Wielkiej obok kamienia granicznego 270 z którego to korzysta trzech gospodarzy i drugie na terenie gromady Trębaczów przy kamieniu granicznym nr 321 wykorzystywane przez ośmiu gospodarzy. Ponadto w Słupi znajdowało się jedno przejście graniczne II klasy umieszczone na szosie Słupia–Gross Wartenberg. Kontrolę paszportową na przejściu granicznym prowadził posterunek Policji Państwowej.
W 1933 roku oceniano, ze przemytnicy zamieszkiwali w m. Koza Wielka i Trębaczów.
Wydarzenia
- 24 maja 1830 roku strażnik Piotr Nowacki zabił nielegalnie przekraczającego granicę przemytnika[8].
- W czerwcu 1932 zlikwidowano dwie szajki przemytnicze. Skonfiskowano między innymi około 15 kg sacharyny. Zatrzymany przemyt oceniono na sumę 4099,30 zł. Z chwilą dojścia Hitlera do władzy zaobserwowano po stronie niemieckiej prowokacyjne pochody bojówek połączone ze śpiewem i muzyka[12].

Sąsiednie komisariaty
- komisariat Straży Granicznej „Sośnie” ⇔ komisariat Straży Granicznej „Rychtal” − 1928
- komisariat Straży Granicznej „Kobyla Góra” ⇔ komisariat Straży Granicznej „Rychtal” − styczeń 1930

## Struktura organizacyjna
Organizacja komisariatu we wrześniu 1928:
- komenda − Gola („czasowo” Bralin)
- podkomisariat Straży Granicznej „Kobyla Góra”[14]
- placówka Straży Granicznej I linii „Słupia”
- placówka Straży Granicznej I linii „Miechów”
- placówka Straży Granicznej I linii „Trębaczów”
- placówka Straży Granicznej I linii „Rybin”[14] → w 1930 do komisariatu SG „Kobyla Góra”
- placówka Straży Granicznej I linii „Pisarzewice”[14] → w 1930 do komisariatu SG „Kobyla Góra”
- placówka Straży Granicznej II linii „Kobyla Góra”[14] → w 1930 do komisariatu SG „Kobyla Góra”
- placówka Straży Granicznej II linii „Bralin”
- placówka Straży Granicznej II linii „Ostrów”

Organizacja komisariatu w styczniu 1930:
- 4/12 komenda − Bralin
- placówka Straży Granicznej I linii „Słupia”
- placówka Straży Granicznej I linii „Miechów”
- placówka Straży Granicznej I linii „Trębaczów”
- placówka Straży Granicznej II linii „Bralin”

## Funkcjonariusze komisariatu
| Kierownicy/komendanci komisariatu | Kierownicy/komendanci komisariatu | Kierownicy/komendanci komisariatu | Kierownicy/komendanci komisariatu |
| stopień                           | imię i nazwisko                   | okres pełnienia służby            | kolejne stanowisko                |
| --------------------------------- | --------------------------------- | --------------------------------- | --------------------------------- |
| aspirant                          | Mikołaj Rudenko                   | 8 I 1929 –                        |                                   |
| podkomisarz                       | Bronisław Benit                   | 31 X 1929 – 1934                  | adiutant Wkp. IO                  |
| przodownik                        | Leon Dejna                        |                                   |                                   |
| aspirant                          | Józef Fabiś                       | 12 VII 1939 -                     |                                   |
| Zastępcy komendanta               |                                   |                                   |                                   |
| starszy strażnik                  | Józef Fabiś                       | 1 V 1939 –                        | komendant komisariatu             |
| przodownik podchorąży             | Zygmunt Bauer                     | 12 VII 1939 –                     |                                   |